# 贝尔塔 (查理曼大帝的女儿)
贝尔塔（约780年—824年3月11日以后）是法兰克国王查理曼与其第二任妻子希尔德加德的第七个孩子，也是他们的第三个女儿。

## 生平
贝尔塔与她的兄弟姐妹在查理曼大帝的宫廷中长大，他们都接受了家庭教师的悉心教导。
麦西亚的奥法提议让贝尔塔嫁给他的儿子埃格弗里斯，这一提议促使查理曼大帝在790年与麦西亚断绝了外交关系，并严禁英国船只驶入其港口。与她的姐妹们相似，贝尔塔也从未正式步入婚姻的殿堂。有观点认为，查理曼出于战略考量，不愿女儿们出嫁，担心她们未来的配偶可能会成为自己的竞争对手。
贝尔塔与廷臣安吉尔伯特保持着长期的恋情，并共同育有三个孩子。在794年至795年期间，安吉尔伯特于宫廷中吟诵了一首赞美诗，诗中热情颂扬了查理曼大帝女儿们的美丽与魅力，尤其突出贝尔塔独到的眼光与对诗歌的深刻鉴赏力。然而，安吉尔伯特也表达了自己的忧虑，担心贝尔塔会如何评价他的这首诗。
贝尔塔与安吉尔伯特育有多个子女，其中包括鲜为人知的哈特尼德、历史学家尼特哈德，以及两个女儿贝尔塔和阿尔辛德。贝尔塔后来嫁给了蓬蒂约的赫尔戈德二世；阿尔辛德嫁给了兰斯的雷米吉乌斯（Remigius de Reims），其女贝尔塔又嫁给了图卢兹的雷蒙德（Raymond de Toulouse）。根据尼特哈德所著传记记载，安吉尔伯特在与贝尔塔的恋情结束后，选择进入修道院，并最终成为圣里基耶修道院的院长。然而，安吉尔伯特仍然是查理曼大帝的重要顾问。贝尔塔和安吉尔伯特的孩子可能在查理曼大帝的宫廷接受教育。尼特哈德同时也是一位杰出的军人和政治家，并担任过秃头查理的顾问。
查理曼大帝去世后，他的继承者虔诚者路易将自己的姐妹们流放到查理曼留下的修道院中。